# The March Hare
The March Hare é um filme de comédia mudo produzido no Reino Unido e lançado em 1919.